# 로베코술나빌리오
로베코술나빌리오(이탈리아어: Robecco sul Naviglio, 롬바르디아어: Robecch sul Niviri)는 이탈리아 롬바르디아주의 밀라노 광역시의 코무네(자치구)로, 밀라노에서 서쪽으로 약 20km(12mi) 정도 떨어져 있다.

## 자매 도시
- 벨기에, 포세라빌